# Skeleton vid olympiska vinterspelen 2014

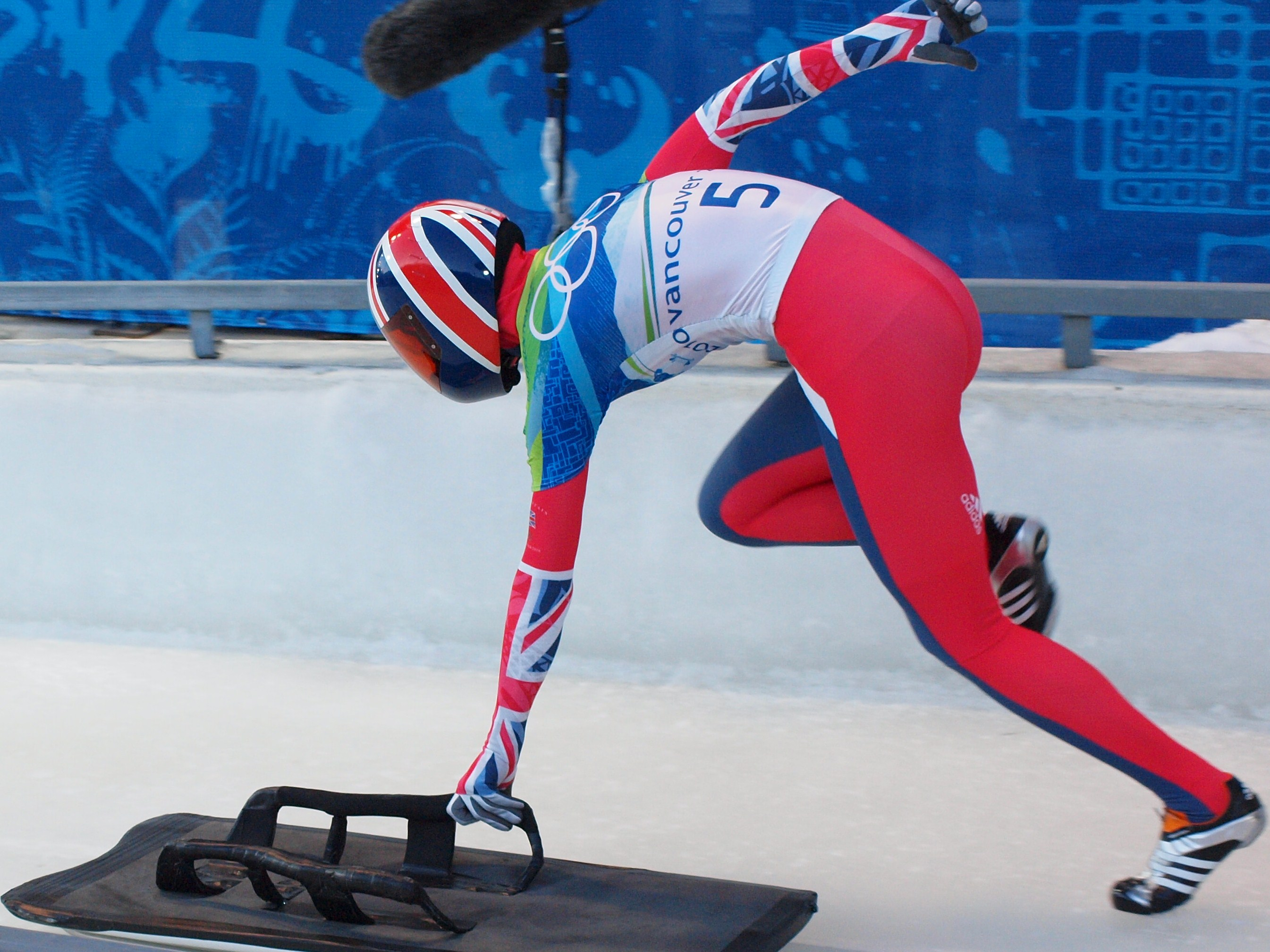
Amy Williams från Storbritannien, 2010.

Tävlingarna i skeleton vid de olympiska vinterspelen 2014 hölls på anläggningen Sanki isbanecenter i närheten av Krasnaja Poljana, Ryssland. Tävlingarna pågick mellan den 13 och 15 februari 2014. Anläggningen ligger cirka 60 km från själva staden Sotji.

## Tävlingsprogram
| Datum       | Tid   | Gren              |
| ----------- | ----- | ----------------- |
| 13 februari | 11:30 | Damer åk 1 och 2  |
| 14 februari | 16:30 | Herrar åk 1 och 2 |
| 14 februari | 16:30 | Damer åk 3 och 4  |
| 15 februari | 18:45 | Herrar åk 3 och 4 |

## Medaljsammanfattning
Två skeletongrenar hölls vid de olympiska vinterspelen 2014.

  
| Gren                           | Guld                         | Guld                         | Silver                  | Silver                  | Brons                    | Brons                    |
| ------------------------------ | ---------------------------- | ---------------------------- | ----------------------- | ----------------------- | ------------------------ | ------------------------ |
| Damernas skeleton Detaljer...  | Lizzy Yarnold Storbritannien | Lizzy Yarnold Storbritannien | Noelle Pikus-Pace USA   | Noelle Pikus-Pace USA   | Jelena Nikitina Ryssland | Jelena Nikitina Ryssland |
| Herrarnas skeleton Detaljer... | Aleksandr Tretiakov Ryssland | Aleksandr Tretiakov Ryssland | Martins Dukurs Lettland | Martins Dukurs Lettland | Matthew Antoine USA      | Matthew Antoine USA      |

### Medaljtabell
Värdnation
| Pl.    | Nation         | Guld | Silver | Brons | Totalt |
| ------ | -------------- | ---- | ------ | ----- | ------ |
| 1      | Ryssland       | 1    | 0      | 1     | 2      |
| 2      | Storbritannien | 1    | 0      | 0     | 1      |
| 3      | USA            | 0    | 1      | 1     | 2      |
| 4      | Lettland       | 0    | 1      | 0     | 1      |
| Totalt | Totalt         | 2    | 2      | 2     | 6      |